# Elin Karlsson (författare)

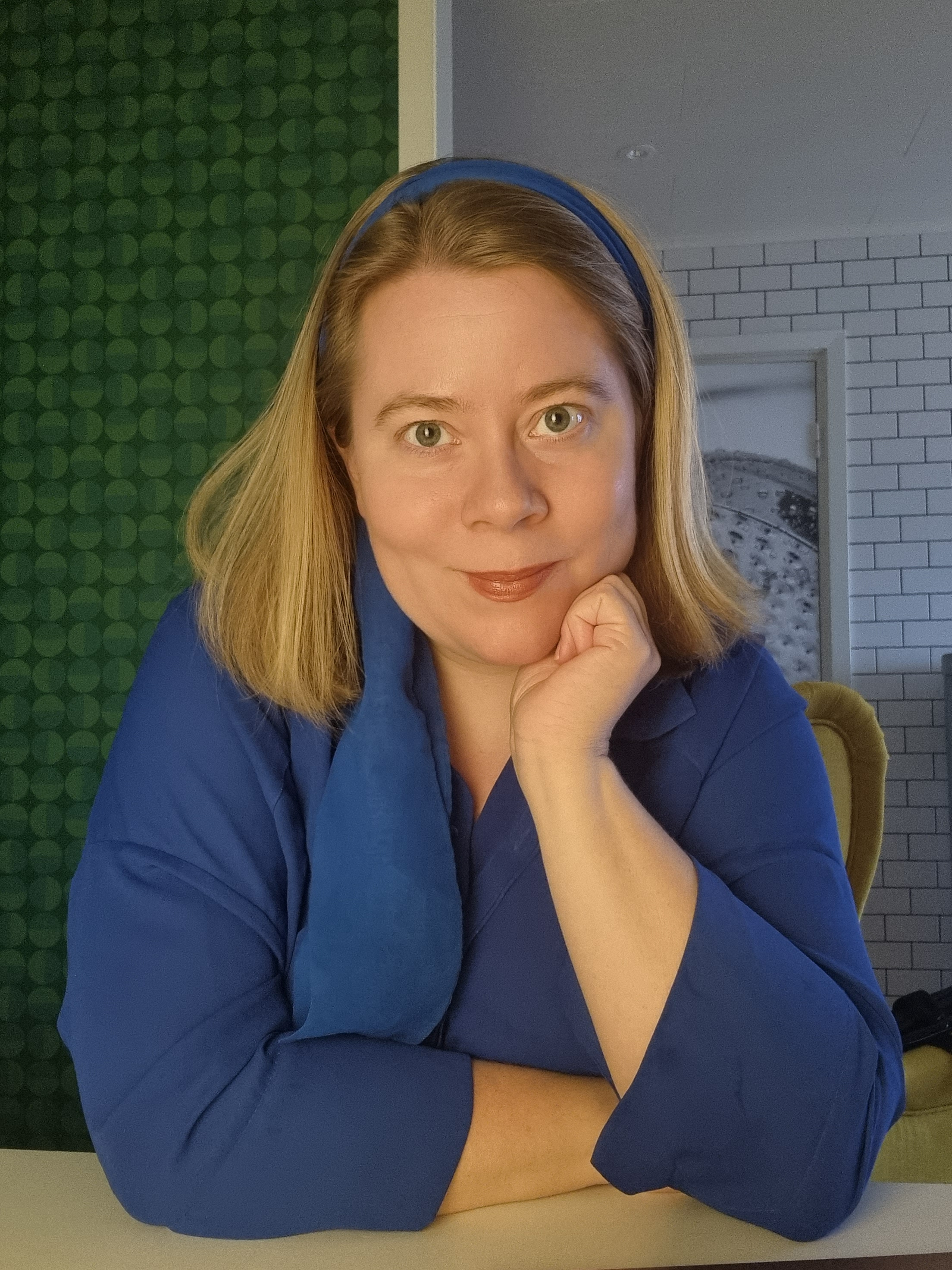
Elin Karlsson hemma i sitt kök

Elin Karlsson född 15 oktober 1984 är en svensk socionom och barnboksförfattare.   
Karlsson har en socionomexamen och har under en följd av år arbetat med socialt arbete i en akutverksamhet i socialtjänsten. Hon har även studerat kreativt skrivande vid Linnéuniversitetet och tog 2023 en konstnärlig kandidatexamen i ämnet.
Hon debuterade 2023 med spänningsboken Lennon och jag. Boken beskrivs som en spännande och vardagsrealistisk berättelse för mellanåldern, skriven med ett fint barnperspektiv och bra driv i dialogen.
Karlsson gav 2024 ut uppföljaren Lennon och jag i fara. Boken är en kapitelbok för 9–12 år och handlar om en prao på ett katthem där något inte är som det ska.
Karlsson har tilldelats Litteraturnod Vimmerbys författarstipendium 2025 på 50 000 kr. Juryn hyllar hennes språk och förmåga att väva samman historia med nutid. Juryn 2025 bestod av Cecilia Davidsson, författare och lektor i kreativt skrivande på Linnéuniversitetet, Mats Kempe, författare och lektor i kreativt skrivande på Linnéuniversitetet, samt Elin Johansson, biblioteksutvecklare, regional biblioteksutveckling Kalmar län.    